# 12211 Arnoschmidt
12211 Arnoschmidt este un asteroid din centura principală de asteroizi.

## Descriere
12211 Arnoschmidt este un asteroid din centura principală de asteroizi. A fost descoperit pe 28 mai 1981 la Observatorul La Silla de Hans-Emil Schuster. Asteroidul prezintă o orbită caracterizată de o semiaxă mare de 3,12 ua, o excentricitate de 0,16 și o înclinație de 15,2° în raport cu ecliptica.